# Djemila (Sétif)
La ville moderne de Djemila est une commune de la wilaya de Sétif en Algérie. La commune abrite les vestiges de l'ancienne Djemila, l'antique cité romaine de Cuicul, classée patrimoine mondial par l'Unesco.

## Géographie

### Situation
Le territoire de la commune de Djemila est situé au nord-est de la wilaya de Sétif, à environ 45 km au nord-est de Sétif, 120 km au sud de Jijel, 115 km à l'est de Constantine et 140 km au nord-ouest de Batna.
| Maaouia    | Elayadi Barbes (Wilaya de Mila) | Elayadi Barbes (Wilaya de Mila)                                          |
| Maaouia    | Djemila                         | Aïn Beida Harriche (Wilaya de Mila), Derradji Bousselah (Wilaya de Mila) |
| Beni Fouda | Tachouda                        | Belaa                                                                    |

### Localités de la commune
En 1984, la commune de Djemila est constituée des localités suivantes :Djemila, Guergour, Kef Koriche, Asfour, Ghelala, Mehidjiba, Mehaya, Kef Lakhal, Badis, Aïn El Kef, Hamama, Ouled Ghenam, Aïn Lichana, Maghrania, Bouzelazène, Aïn Kébira, Boukecha, El Merdja, Guettar, Guelalta, Sidi Nacer, Mardjouma, Boulouachoune, Sefrina, Ghadghad, Matassa, Lemkharif, Tadraret, Dar El Hamra, Ferd El Haddad, Akriche, Oulaza Gueblia, Oulaza Dahria, Chebboub, El Kherza, Toughaï, Draa El Ouest, Djebbas, Kerker, Selalma, LeBajda, Lemkhalfa.